# Land O' Lakes
Land O' Lakes é uma Região censo-designada localizada no estado americano de Flórida, no Condado de Pasco.

## Demografia
Segundo o censo americano de 2000, a sua população era de 20.971 habitantes.

## Geografia
De acordo com o United States Census Bureau tem uma área de
54,7 km², dos quais 48,2 km² cobertos por terra e 6,5 km² cobertos por água.

## Localidades na vizinhança
O diagrama seguinte representa as localidades num raio de 16 km ao redor de Land O' Lakes.